# Linux-FEUDS
Linux-FEUDS é o acrônimo para Linux-Fedora Easy to Use Desktop Scripts e é uma coleção de scripts feitos em Shell com o intuito de automatizar algumas tarefas corriqueiras na distribuição Fedora Linux. Seu foco principal são os usuários desktop, pretendendo dessa forma, tornar a distribuição Fedora mais amigável e acessível ao usuário inexperiente.
Apesar de ser escrito e testado no Fedora, o Linux-FEUDS funciona sem problemas na maioria das distros baseadas em RPM.
Ainda na sua fase pré-alfa, o Linux-FEUDS roda a partir de um terminal e pretende em suas próximas versões, lançar uma interface GUI em GTK.